# Sicily Island
Sicily Island ist eine Gemeinde (mit dem Status „Village“) im Catahoula Parish im US-amerikanischen Bundesstaat Louisiana. Das U.S. Census Bureau hat bei der Volkszählung 2020 eine Einwohnerzahl von 366 ermittelt.

## Geografie
Sicily Island liegt im mittleren Norden Louisianas rund 10 km östlich des Ouachita River, der über den Red River zum Stromgebiet des Mississippi gehört. Die von diesem gebildete Grenze Louisianas zum benachbarten Bundesstaat Mississippi verläuft rund 30 km östlich von Sicily Island.
Die geografischen Koordinaten von Sicily Island sind 31°50′48″ nördlicher Breite und 91°39′22″ westlicher Länge. Das Gemeindegebiet erstreckt sich über eine Fläche von 1,6 km².
Nachbarorte von Sicily Island sind Wisner (15,4 km nördlich), Clayton (19,9 km südöstlich) und Harrisonburg (19,2 km südwestlich).
Die nächstgelegenen größeren Städte sind Shreveport (265 km westnordwestlich), Arkansas’ Hauptstadt Little Rock (359 km nördlich), Mississippis Hauptstadt Jackson (205 km ostnordöstlich), Louisianas Hauptstadt Baton Rouge (194 km südsüdwestlich) und Lafayette (242 km südlich).

## Verkehr
Der U.S. Highway 425 verläuft als Hauptstraße durch Sicily Island und trifft dort auf die Louisiana Highways 8, 15 und 1017. Alle weiteren Straßen sind untergeordnete Landstraßen, teils unbefestigte Fahrwege sowie innerörtliche Verbindungsstraßen.
Der nächste Flughafen ist der 121 km südwestlich gelegene Alexandria International Airport in Alexandria.

## Bevölkerung
Nach der Volkszählung im Jahr 2010 lebten in Sicily Island 526 Menschen in 204 Haushalten. Die Bevölkerungsdichte betrug 328,8 Einwohner pro Quadratkilometer. In den 204 Haushalten lebten statistisch je 2,58 Personen.
Ethnisch betrachtet setzte sich die Bevölkerung zusammen aus 34,2 Prozent Weißen, 64,1 Prozent Afroamerikanern, 0,2 Prozent (eine Person) Asiaten sowie 0,2 Prozent aus anderen ethnischen Gruppen; 1,3 Prozent stammten von zwei oder mehr Ethnien ab. Unabhängig von der ethnischen Zugehörigkeit waren 0,4 Prozent der Bevölkerung spanischer oder lateinamerikanischer Abstammung.
26,4 Prozent der Bevölkerung waren unter 18 Jahre alt, 61,1 Prozent waren zwischen 18 und 64 und 12,5 Prozent waren 65 Jahre oder älter. 52,1 Prozent der Bevölkerung waren weiblich.
Das mittlere jährliche Einkommen eines Haushalts lag bei 28.750 USD. Das Pro-Kopf-Einkommen betrug 12.254 USD. 34,4 Prozent der Einwohner lebten unterhalb der Armutsgrenze.

## Bekannte Bewohner
- Sonny Simmons (1933–2021) – Jazzmusiker – geboren in Sicily Island